# Filtre en peigne
Un filtre en peigne est utilisé en traitement du signal pour ajouter une version retardée du signal à lui-même, provoquant des interférences destructives ou constructives. La réponse en fréquence du filtre se présente sous la forme d'une série de pics régulièrement espacés, d'où le nom de « filtre en peigne ». Le facteur de qualité équivalent (la pente du filtre) est extrêmement important.
Les filtres en peigne existent sous deux formes utilisant soit l'anticipation soit la rétroaction, en fonction de la direction du signal ajouté au signal original. Les filtres peuvent être réalisés sous une forme discrète ou continue dans le temps.
Les filtres en peigne sont notamment utilisés pour traiter les signaux vidéo (anticrénelage, changement du taux d'échantillonnage, séparation de composantes) et audios (effets d'écho, flanger, synchronisation du son dans de grands espaces, etc.). Ils peuvent aussi servir à rejeter (ou sélectionner) une fréquence parasite précise (réjection des harmoniques du secteur...), car les fréquences filtrées peuvent facilement être asservies à celle du signal à filtrer.
Des peignes de fréquence sont également développés dans le domaine de l'optique et plus particulièrement des lasers, permettant de mesurer des intervalles de temps et des fréquences lumineuses avec une précision très fortement améliorée ; la spectroscopie ultra-haute résolution permet déjà une mesure de la distance terre-lune avec une précision équivalent à l'épaisseur de 1/100 000e de cheveux. Cette précision devrait être portée à 10 millionièmes de cheveux.
Le filtrage en peigne est un effet audio observé dès le XVIIe siècle par Huygens dans le son d'une fontaine ou d'une chute d'eau, en raison de l'environnement géométrique de ces derniers.

## Filtre discret avec anticipation

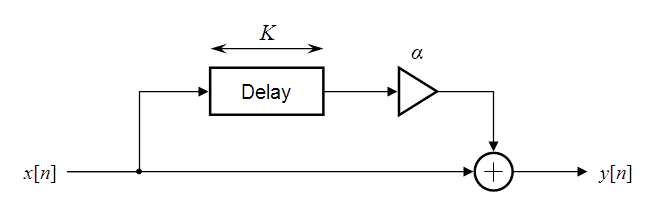
Structure du filtre avec anticipation

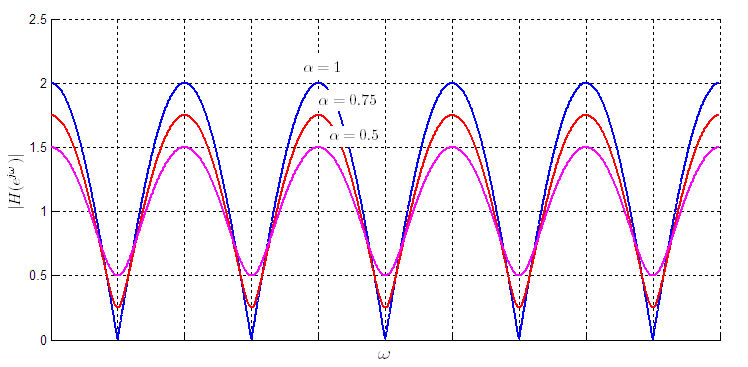
Réponse en intensité du filtre avec anticipation, selon plusieurs valeurs positives pour

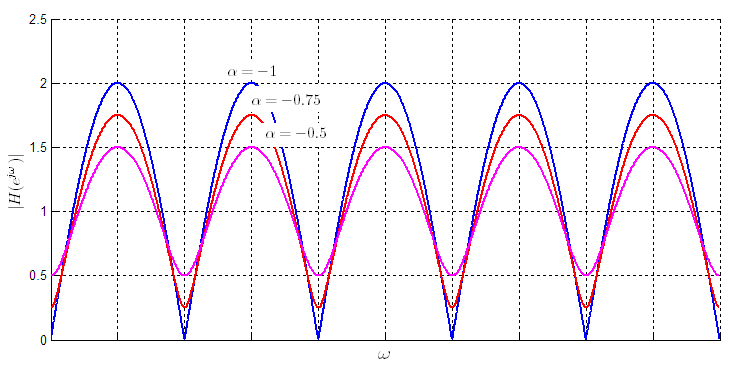
Réponse en intensité du filtre avec anticipation, selon plusieurs valeurs négatives pour

La structure générale d'un filtre en peigne avec anticipation est présentée à droite. Elle peut être décrite avec l'équation différentielle suivante : 
{\displaystyle \ y[n]=x[n]+\alpha x[n-K]}
où {\displaystyle K} est la longueur du retard (mesurée en échantillons) et {\displaystyle \alpha } est un facteur de gain appliqué au signal retardé. En prenant la transformée en Z des deux côtés de l'équation, on obtient : 
{\displaystyle \ Y(z)=(1+\alpha z^{-K})X(z)}
La fonction de transfert se définit comme suit : 
{\displaystyle \ H(z)={\frac {Y(z)}{X(z)}}=1+\alpha z^{-K}={\frac {z^{K}+\alpha }{z^{K}}}}

### Réponse en fréquence
Pour obtenir la réponse en fréquence d'un système discret exprimé dans le domaine Z, on effectue la substitution {\displaystyle z=e^{j\omega }}.  Le filtre avec anticipation devient : 
{\displaystyle \ H(e^{j\omega })=1+\alpha e^{-j\omega K}}
Via la formule d'Euler, la fréquence en réponse est : 
{\displaystyle \ H(e^{j\omega })=\left[1+\alpha \cos(\omega K)\right]-j\alpha \sin(\omega K)}
La réponse en intensité, qui ignore la phase, se définit généralement comme suit : 
{\displaystyle \ |H(e^{j\omega })|={\sqrt {\Re \{H(e^{j\omega })\}^{2}+\Im \{H(e^{j\omega })\}^{2}}}}
Dans le cas d'un filtre en peigne avec anticipation, la réponse en intensité est : 
{\displaystyle \ |H(e^{j\omega })|={\sqrt {(1+\alpha ^{2})+2\alpha \cos(\omega K)}}}
{\displaystyle (1+\alpha ^{2})} est une constante, alors que {\displaystyle 2\alpha \cos(\omega K)} varie périodiquement. La réponse en magnitude du filtre en peigne est ainsi périodique. 
Les graphiques à droite montrent la réponse en magnitude pour différentes valeurs de {\displaystyle \alpha } et affichent clairement la périodicité. Des propriétés importantes peuvent être observées : 
- La réponse descend périodiquement jusqu'à un minimum local (creux) et monte périodiquement jusqu'à un maximum local (pic).
- Les niveaux des minima et des maxima sont toujours à égale distance de 1.
- Quand {\displaystyle \alpha =\pm 1}, le minimum a une amplitude nulle.
- Le maximum pour une valeur positive de {\displaystyle \alpha } coïncide avec le minimum des valeurs négatives de {\displaystyle \alpha } (et vice-versa).

### Interprétation en pôles et zéros
D'après la fonction de transfert du filtre avec anticipation :
{\displaystyle \ H(z)={\frac {z^{K}+\alpha }{z^{K}}}}
on voit que le numérateur est nul lorsque {\displaystyle z^{K}=-\alpha }. Il existe {\displaystyle K} solutions, régulièrement espacées dans le cercle du plan complexe, ce sont les zéros de la fonction de transfert. Le dénominateur est à zéro lorsque {\displaystyle z^{K}=0}, donnant ainsi {\displaystyle K} pôles à {\displaystyle z=0}. La représentation graphique des pôles et des zéros est : 
| {\displaystyle K=8} · {\displaystyle \alpha =0.5} | {\displaystyle K=8} · {\displaystyle \alpha =-0.5} |

## Filtre discret avec rétroaction

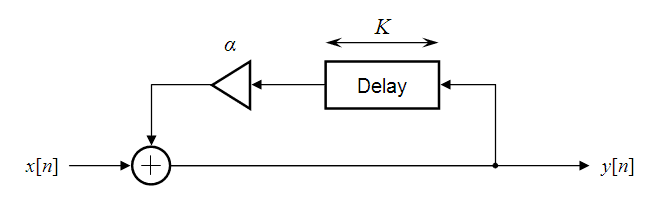
Structure du filtre avec rétroaction

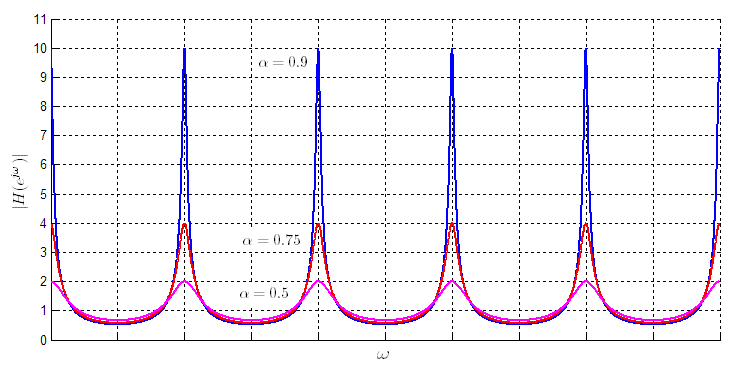
Réponse en intensité du filtre avec rétroaction, selon plusieurs valeurs positives pour

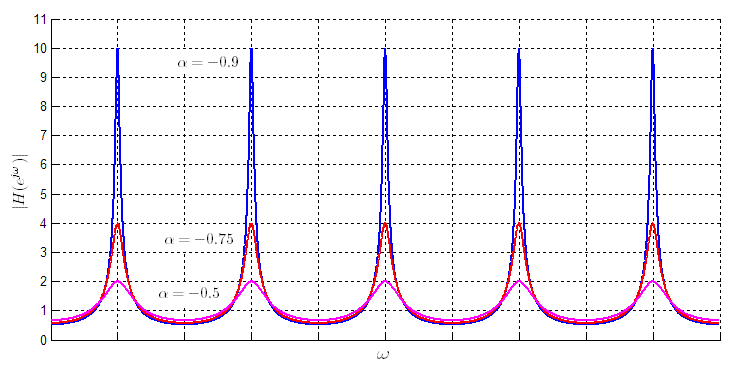
Réponse en intensité du filtre avec rétroaction, selon plusieurs valeurs négatives pour

La structure générale d'un filtre en peigne avec rétroaction est présentée à droite. Elle peut être décrite avec l'équation différentielle suivante : 
{\displaystyle \ y[n]=x[n]+\alpha y[n-K]}
En réarrangeant l'équation de manière à avoir tous les termes de {\displaystyle y} à gauche, et en appliquant une transformée en Z, on obtient : 
{\displaystyle \ (1-\alpha z^{-K})Y(z)=X(z)}
La fonction de transfert est alors : 
{\displaystyle \ H(z)={\frac {Y(z)}{X(z)}}={\frac {1}{1-\alpha z^{-K}}}={\frac {z^{K}}{z^{K}-\alpha }}}

### Réponse en fréquence
La substitution {\displaystyle z=e^{j\omega }} dans l'expression du filtre en domaine Z, produit : 
{\displaystyle \ H(e^{j\omega })={\frac {1}{1-\alpha e^{-j\omega K}}}}
La réponse en magnitude est la suivante : 
{\displaystyle \ |H(e^{j\omega })|={\frac {1}{\sqrt {(1+\alpha ^{2})-2\alpha \cos(\omega K)}}}}
Comme pour l'autre filtre, la réponse est périodique (voir graphiques à droite). Le filtre avec rétroaction a des propriétés en commun avec la forme anticipative : 
- La réponse descend périodiquement jusqu'à un minimum local (creux) et monte périodiquement jusqu'à un maximum local (pic).
- Le maximum pour une valeur positive de {\displaystyle \alpha } coïncide avec le minimum des valeurs négatives de {\displaystyle \alpha } (et vice-versa).

Cependant, il se différencie de l'autre filtre en raison de la présence d'un terme dans le dénominateur de la réponse en intensité : 
- Les niveaux des maxima et des minima ne sont plus à égale distance de 1
- Le filtre n'est stable que si {\displaystyle |\alpha |} est inférieur à 1. Comme on peut le voir sur les graphiques, l'augmentation de {\displaystyle |\alpha |} produit une augmentation rapide de l'intensité des pics du peigne.

### Interprétation en pôles et zéros
D'après la fonction de transfert du filtre avec anticipation :
{\displaystyle \ H(z)={\frac {z^{K}}{z^{K}-\alpha }}}
on voit que le numérateur est nul lorsque {\displaystyle z^{K}=0}, produisant ainsi  {\displaystyle K} zéros à  {\displaystyle z=0}. Le dénominateur est nul lorsque {\displaystyle z^{K}=\alpha }, ce qui donne {\displaystyle K} solutions, régulièrement espacées sur le cercle complexe. 
La représentation graphique des pôles et des zéros est : 
| {\displaystyle K=8} · {\displaystyle \alpha =0.5} | {\displaystyle K=8} · {\displaystyle \alpha =-0.5} |

## Filtres en peigne continus
Les filtres en peigne peuvent être continus dans le temps.
La forme avec anticipation se présente ainsi : 
{\displaystyle \ y(t)=x(t)+\alpha x(t-\tau )}
La forme avec rétroaction se présente comme suit : 
{\displaystyle \ y(t)=x(t)+\alpha y(t-\tau )}
avec {\displaystyle \tau } représentant le délai (en secondes). 
Les deux filtres ont respectivement les réponses en fréquence suivantes : 
{\displaystyle \ H(\omega )=1+\alpha e^{-j\omega \tau }}
{\displaystyle \ H(\omega )={\frac {1}{1-\alpha e^{-j\omega \tau }}}}
Les versions continues partagent les mêmes propriétés que leurs équivalents discrets. 

## Filtrage vidéo
Les filtres en peigne permettent de séparer correctement les composantes d'un signal vidéo composite (luminance et chrominance). Selon le type de signal, la bande passante allouée pour chaque composante varie mais les deux plages se chevauchent partiellement (pour simplifier, la luminance est par exemple encodée sur les fréquences paires, et la chrominance sur les fréquences impaires). Afin de séparer les bonnes fréquences et ne garder que la composante désirée, on peut utiliser un filtre en peigne qui va éliminer par exemple les fréquences impaires et ne garder que les fréquences paires. De la qualité du filtre va dépendre la qualité du signal après séparation. Le filtre n'est pas nécessaire si le signal est transmis en S-Vidéo (les composantes sont transmises séparément).